# Friedrich Schreiber (Journalist)

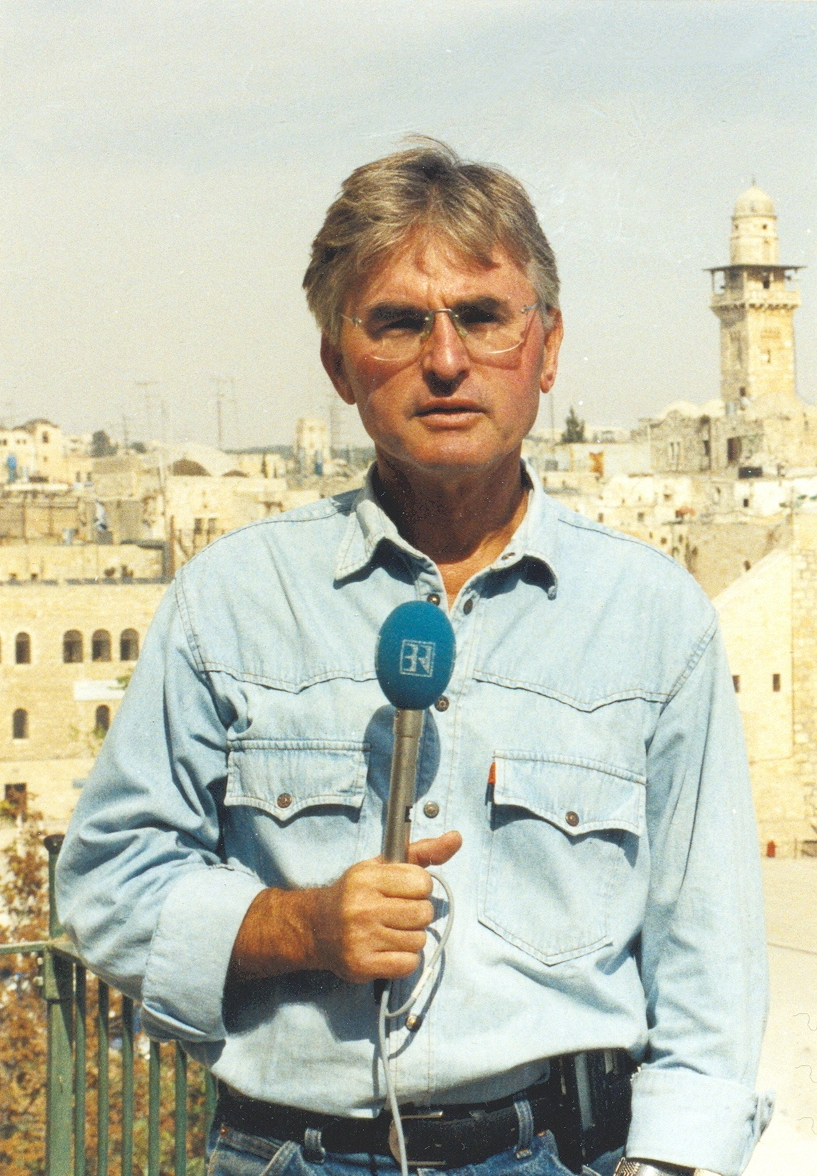
Schreiber als Reporter (1989)

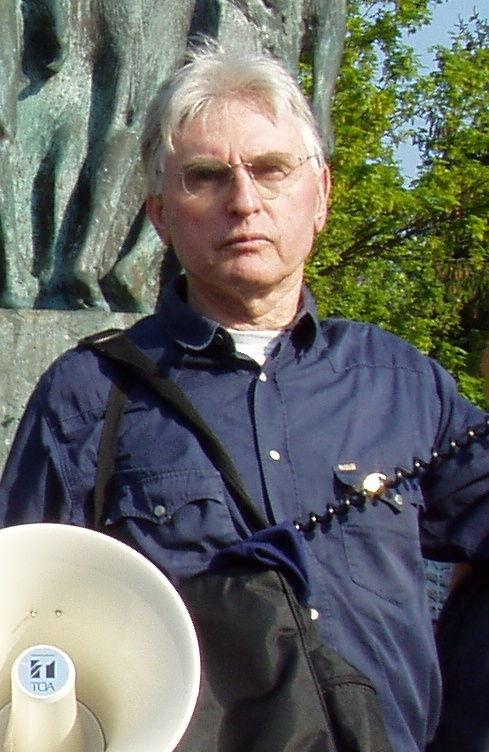
Friedrich Schreiber
(am 29. April 2007 in Gauting)

Friedrich Schreiber (* 30. März 1932 in München; † 10. September 2024 in Gräfelfing) war ein deutscher Journalist und Publizist. Seine Schwerpunkte waren die Politik des Nahen und Mittleren Ostens sowie Verfolgung und Widerstand in der Zeit des Nationalsozialismus.

## Lebenslauf

### Schule und Studium
Nach der Schulzeit in München und Freising studierte Schreiber von 1952 bis 1956 Volkswirtschaft und Politische Wissenschaft in USA und München. 1956 Diplomvolkswirt und 1962 Promotion an der Ludwig-Maximilians-Universität München. Bereits im Studium und während der Promotion zeigte er eine starke internationale Orientierung: 1952/53 war er Fulbright-Stipendiat an der Wesleyan University und 1957/58 absolvierte er in Paris einen Forschungsaufenthalt mit einem Forschungsstipendium der NATO.

### Beruf
Von 1959 bis 1964 war er zunächst als Volkswirt bei der EWG-Kommission in Brüssel mit dem Schwergewicht auf der Wirtschafts- und Sozialentwicklung in Afrika bei der Generaldirektion überseeische Entwicklungsfragen tätig.
1964 wechselte er als Fernsehjournalist zum Bayerischen Rundfunk leitete dort bis 1972 die Europa-Redaktion. Bereits in seiner Zeit als Leiter der Auslandsredaktion (1972–1987) prägten zahlreichen Reportage aus dem Nahen und Mittleren Osten seine Arbeit, und 1988 ging er als Nahost-Korrespondent der ARD für neun Jahre nach Tel Aviv. Schreiber wurde dort zum „Gesicht des Nahostkonfliktes“ bei der ARD; anlässlich der Beendigung seiner Laufbahn als Fernsehjournalist wurde er im März 1997 mit dem Deutschen Kritikerpreis „für beispielhafte Auslandsberichterstattung“ ausgezeichnet.

### Wissenschaftliche Tätigkeit
Schon vor seiner Auslandskorrespondentenzeit und vor allem nach seiner Rückkehr nach Deutschland unterrichtete Schreiber an mehreren bayerischen Hochschulen als Lehrbeauftragter für Politik des Nahen und Mittleren Ostens und für Kommunikationspolitik:
- 1976–1986 Universität München, Institut für Kommunikationspolitik
- 1997–2003 Universität Bamberg, Institut für Arabistik und Islamkunde
- 1997–2003 Universität München, Geschwister-Scholl-Institut für Politische Wissenschaft
- 1997–2000 Universität Erlangen-Nürnberg, Lehrstuhl für Politik des modernen Nahen Ostens
- 1998–2003 Universität München, Institut für Kommunikationswissenschaft

### Zivilgesellschaftliches Engagement

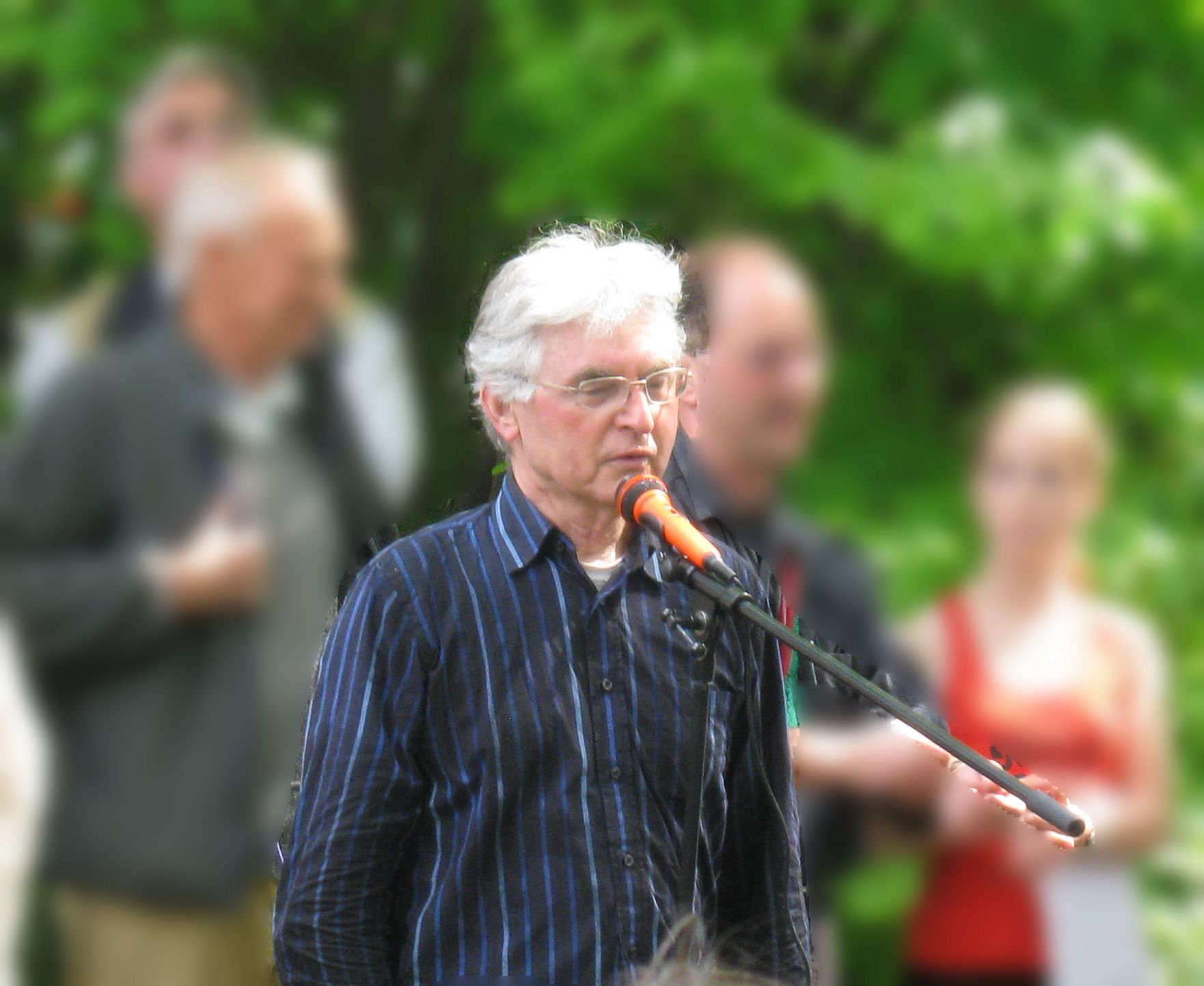
Friedrich Schreiber während einer von ihm jährlich organisierten Gedenkveranstaltung zur Erinnerung an den Todesmarsch von Dachau (2009)

Friedrich Schreiber war ab 1962 SPD-Mitglied. Nach seiner Rückkehr nach Deutschland im Jahre 1997 wurde Schreiber Mitglied des Vereins Gegen Vergessen – Für Demokratie und engagierte sich intensiv und aktiv im heimatlichen Umfeld für das Gedenken an Opfer des NS-Regimes und an den Widerstand gegen Hitler. Ab 1998 war Schreiber Sprecher der „Würmtaler Bürgerinitiative zur Erinnerung an den Todesmarsch von Dachau“ und 2004 gründete er den „Bund Widerstand und Verfolgung in Bayern“. 2005 gestaltete er inhaltlich die Internetseite „Todesmarsch von Dachau – Erinnern und Gedenken“ und 2007 gründete er den Verein „Gedenken im Würmtal“, dessen Vorsitzender er bis 2018 war. 2018 wurde er Ehrenvorsitzender des Vereins. Schreiber wohnte bis zu seinem Tod in Lochham.

## Veröffentlichungen
- Die Saudis. Macht und Ohnmacht der Herrscher Arabiens. Molden, Wien 1981, ISBN 3-217-01219-4.
- Die Palästinenser. Schicksal eines semitischen Volkes. Molden Seewald, München 1983, ISBN 3-88919-009-X.
- mit Michael Wolffsohn: Nahost. Geschichte und Struktur des Konflikts. 4. Auflage. Leske + Budrich, Opladen 1996, ISBN 3-8100-1478-8.
- Aufstand der Palästinenser. Intifada. Leske + Budrich, Opladen 1990, ISBN 3-8100-0818-4.
- Kampf um Palästina. Eine 3000jährige Geschichte der Gewalt. Langen-Müller, München 1992, ISBN 3-7844-2397-3.
- Schalom Israel. Nachrichten aus einem friedlosen Land. Ullstein, Berlin 1999, ISBN 3-548-35821-7.
- mit Rita Haub: Alfred Delp. Held gegen Hitler. Echter Verlag, Würzburg 2005, ISBN 3-429-02665-2.